# Zee Cine Award/Beste Re-Recording
Der Zee Cine Award Best Re-Recording ist eine Kategorie des indischen Filmpreises Zee Cine Award.
Der Zee Cine Award Best Re-Recording wird von der Jury gewählt. Der Gewinner wird in der Verleihung bekanntgegeben. Die Verleihung findet jedes Jahr im März statt.
Liste der Gewinner:
| Jahr | Gewinner         | Film       |
| ---- | ---------------- | ---------- |
| 1998 | B. K. Chaturvedi | Mirtyudand |
| 1999 |                  |            |
| 2000 | Hitendra Ghosh   | Jaanwar    |
| 2001 |                  |            |
| 2002 |                  |            |
| 2003 |                  |            |
| 2004 |                  |            |
| 2005 |                  |            |
| 2006 | Anup Dev         | Paheli     |
| 2007 |                  |            |